# フジテレビKIDS
株式会社フジテレビKIDS（フジテレビキッズ、登記上商号：株式会社フジテレビキッズ）は、かつて存在した子供向けテレビ番組などを制作するフジテレビジョンの関連子会社である。

## 会社概要
共同テレビジョン・フジクリエイティブコーポレーション（以下FCC）と並ぶフジテレビ直系の番組制作分社。「ポンキッキシリーズ」を中心とする子供番組・コンテンツ、音楽、出版物、イベントやガチャピン、ムックといったキャラクター等のプロデュース・ライセンシングを行った。「コンテンツ事業」、「キャラクター事業」、「P-kies事業」の3つの事業を中心に運営された。
良質なキッズコンテンツのプロデュースによる子育て支援を目指し、「ゆっくり生きる」「みんなの子ども」「考える力」の3つのキーワードを会社理念とした。
2018年6月30日をもって業務を終了し、解散した。同年10月18日、清算結了により法人格消滅、登記簿も閉鎖された。

## 歴史

### 設立から「ポンキッキシリーズ」地上波放送終了まで
2000年、フジテレビ系『ポンキッキーズ』に関連する子供向けコンテンツのライセンシーを手掛けていたFCC内「P-kies制作部」が独立し、番組制作を中心とした子ども向け事業を行う目的で設立された。代表取締役社長にはフジテレビのアニメ作品の制作などを務めた土屋登喜蔵が就任した。
『ポンキッキーズ』を始め、『Myポンキッキーズ』などBS放送向けの番組の制作も手掛け、2001年からは『ポンキッキーズ』の後継番組にあたる『ポンキッキーズ21』の放送を開始した。2002年に入ると子供向けの参加型体験企画として「サタデーキッズキャンプ」を開始し、視聴者観覧のライブイベント「サタキッズミニライブ」やミュージカルの開催など、番組から派生したイベントを展開した。また、この年に「フジテレビKIDSクラブ」や通販サイトなどウェブサイトもオープンする。
2005年3月に『ポンキッキーズ21』を終了後、4月より『ポンキッキーズ』及び派生番組としてローティーン向け番組『ガチャガチャポン!』を放送開始した。また、同年に代表取締役社長が前田和也（現FCC代表取締役社長）に交代となった。
2006年4月からは出演者や内容、放送時間を大幅に変更した『ポンキッキ』を放送開始した。『ポンキッキーズ21』や『ポンキッキーズ』では海外番組の放送権を購入し自社番組内で放送したり、ディズニー、ピクサー社製の映画及び番組等を自社番組でPRしたりコラボレーションを行う等海外企業との提携が見られたが、『ポンキッキ』以降は『ポンポン ポロロ』及び「ポンキッキシリーズ」で従来から放送が続けられた『きかんしゃトーマス』の2作品の放送のみ行われるようになり、海外企業との提携業務は縮小された。また、『ポンキッキーズ』まで放送しライセンスを所持していた「爆チュー問題」はフジテレビに版権が返上され、以降「爆チュー問題」の番組やライブイベントはフジテレビが制作する体制となった。その他、ガチャピンが日々の活動を綴る「ガチャピン日記」を2006年7月よりウェブ企画の一環としてスタートさせ、この頃から幼児向けのみではなく若年層向けのグッズやイベントの展開も増えていき、国内他企業と連携したガチャピン・ムックのグッズや広告なども増加した（詳細はガチャピン#コラボレーションを参照）。
その後視聴率低迷により2007年3月を以て『ポンキッキ』の放送を終了し、同時に地上波向けの番組製作事業から撤退することとなった。

### 「ポンキッキシリーズ」地上波放送終了後から番組40周年まで
2007年より『ガチャピンClub』を始めとするBS放送やCS放送向けの番組の制作が中心となるが、子供向けワークショップなどは継続した。2007年秋になると海外番組の放送を順次終了し、『きかんしゃトーマス』と『ポンポン ポロロ』は各ライセンス元や版権元に放送権が返上され、自社制作作品の放送のみを行う体制に切り替えていった。また、この頃に代表取締役社長が「ポンキッキシリーズ」のエグゼクティブプロデューサーを務めてきた小畑芳和に交代された。
2008年に「ポンキッキシリーズ」の新シリーズとして『Beポンキッキ』を放送開始した他、『笑学六年生』『モノコト駄菓子屋』など「ポンキッキシリーズ」の派生ではない番組を多数制作するようになった。また、同年よりBSフジ、ポニーキャニオン、扶桑社と共同で『be絵本大賞』を創設し、秋元康、茂木健一郎、武田双雲が選考委員となって2018年まで毎年作品の公募、大賞発表が行われた。
2009年4月より『Beポンキッキ』の派生番組として小学生をターゲットとした『We Can☆』の放送を開始し、2011年には『We Can☆47』にリニューアル、『Beポンキッキ』も『beポンキッキーズ』にリニューアルされた。
2011年3月11日に発生した東日本大震災の支援としてガチャピンとムックが被災地を訪れるプロジェクトなども行われた。
2012年、『beポンキッキーズ』が厚生労働省社会保障審議会推薦児童福祉文化財番組の指定を受ける。2013年に「ポンキッキシリーズ」が放送40周年を迎えることに伴い、2012年より40周年プロジェクトが順次開始され、同年4月に福井県立恐竜博物館協力の下「ガチャピン創世記～ガチャピンのルーツを探る～」調査委員会が発足された。このプロジェクトにより「小学生恐竜チャンピオン大会 in お台場」（2013年1月開催）や「ガチャピンのルーツ展 in 福井県立恐竜博物館」（2013年3月開催）、お台場合衆国2013「ガチャピン創世記・恐竜時代へGO！」（2013年7月開催）など複数のイベントが開催された。また、新規プロジェクトとしてケニア、インドネシア、パプアニューギニア、パラグアイ、ネパール、ラオスの7カ国が各国の工芸技術を活用してガチャピン・ムックのグッズ製作を行い販売する、教育・経済支援を目的としたフェアトレードの活動も行った。
2013年以降は論語教養を目的とした「論語プロジェクト」を開始し、番組内で論語関連のコンテンツを放送した他、「加地・小島式論語塾」や「論語リーダー塾」、「論語指導士」資格認定試験などを実施し、社内コンテンツの中でも特に力を入れて事業展開された。また、同年より台湾や中国など海外向けにローカライズした「ポンキッキシリーズ」の展開も開始した。
他のイベントとしては40thポンキッキーズ展やライブなども開催したが、この頃から番組としては「ポンキッキシリーズ」の制作のみとなり他番組の制作は縮小されていった。

### 番組40周年終了後から業務終了まで
2014年7月、ダイバーシティ東京プラザにてスイーツパラダイスとのコラボレーションによる「ガチャピンのおうちカフェ×スイーツパラダイス」をオープンした他、8月からは親子会員制の「P-kies Club」の運営をスタートさせた。また、未就学児の運動能力開発を目的とした運動プログラム「ガチャピンチャレンジキャンプ」や市川染五郎とガチャピン・ムックが共演する体験型カブキ音楽劇「渋谷金王丸伝説 ー SPECIAL VERSION 冒険の章ー カブキ国への誘い」、「クリスマスP-kiesライブ」など参加型のイベントも複数展開した。
2015年になるとP-kiesブランドの展開に力を入れ、番組連動型子育て応援冊子「P-kies PRESS」(月刊）を発行した他、ライブやワークショップの開催を増やした。翌年以降も防災やプログラミング、礼法や恐竜、論語など多岐に渡るジャンルでワークショップやイベント、番組ライブなどを開催。2017年4月には『beポンキッキーズ』を再度『ポンキッキーズ』に番組名を改称し、内容等をリニューアルした。幼児向けの事業を精力的に続けたが、2018年2月に『ポンキッキーズ』の放送終了を発表し、同年3月25日に番組の放送を終了、4月2日にはWebページの大半が閉鎖され、それに加えてガチャピンの公式Twitter、ムックの公式Facebookも更新を終了した。
2018年4月6日にフジテレビのグループ再編のため同年6月末をもって業務を終了し、7月よりフジテレビ（コンテンツ事業局ライツ事業部）に自社キャラクターの著作権および管理および一部の事業を移管して9月末をもって解散・清算することを発表したが、最終的に2018年6月30日を以て解散となった。
同年7月からはBSフジにて「ポンキッキシリーズ」の実質的な後継番組となる『ガチャムク』が開始されたが、フジテレビKIDSに在籍していたスタッフは関わっていない。

## ライセンス保有キャラクター

### 業務終了時点でライセンス保有していたキャラクター
- ガチャピン・ムック
  - モノガチャピン・ムック
  - 真面目に過激なデビガチャピン＆デビムック（デザイン:キタイ シンイチロウ）
「ちょっと毒のあるガチャピン・ムック」というコンセプトのデザイン。2006年頃に番組でイラストが使用された他、ぬいぐるみなども制作された。
  - 1960年代のモダンガチャピン ムック（デザイン:中野シロウ）
「『ひらけ!ポンキッキ』開始以前の1960年代から1970年代前半に、もしガチャピン・ムックがいたら…。」というコンセプトで生まれたデザインのガチャピン・ムック。
  - 神出鬼没のG&M（デザイン:田中秀幸）
日常に出没する謎の生物。ガチャピン・ムックの特徴を持つ。
  - ベビースタイル ガチャピン・ムック
0歳～1歳までのガチャピンとムックをイメージしている。
  - ガーリースタイル ガチャピン・ムック　
「大人になった女の子のお部屋に置いておきたくなる「カワイイ」」をコンセプトとしたガチャピン・ムック。
  - ゴーストスタイル ガチャピン・ムック
「もしもガチャピンとムックが幽霊になったら?」というテーマのガチャピン・ムック。
  - ブルーガチャムク 
UQコミュニケーションズとの共同でガチャピン・ムックの別個体として誕生した。広告に使用される他、ぬいぐるみなども制作された。
  - ガーとムー
2015年春より展開したベビーキャラクター。 自然が好きで昆虫採集が好きな無邪気でコミカルな性格の子どものガーと、絵やアートが好きで冷静で知的な、大人っぽい子どものムーという設定でガチャピン・ムックの姉妹キャラクター的存在だった。「Beポンキッキーズ」に着ぐるみが出演した他、番組でショートアニメーションも放送され、「ガーとムー」（作：フジテレビKIDS、絵：大野彰子 『ねーねー』（主婦と生活社刊））が連載された他、LINEスタンプも配信された。
- コニーちゃん
木原庸佐による女の子のキャラクター。フジテレビKIDS設立前から「ポンキッキシリーズ」に登場していた。5月2日生まれ。アメリカ合衆国出身。日本人の父とアメリカ人の母のハーフ。頭のちょんまげは嬉しいと伸びるという設定。フジテレビKIDS解散後は版権が木原に返上され、雑誌『ねーねー』では引き続き連載されている。
- Pちゃん/アルファベッツ
- ロリポップス
キャンディーが好きなピンク色の3人組のクマ。『We Can☆』以降登場し、グッズも制作された。
- チビミミ
『ポンキッキーズ21』以降登場したオーストラリア出身の5歳の動物キャラクター。2000年代前半頃は会社のイメージキャラクター的ポジションでもあった。
- うぇぶちゃん
- ガチャピン創世記
- いじいじくん
- とべ!BB

### かつてライセンス保有していたキャラクター
- 爆チュー問題
- バットム（ブラザートム扮するキャラクター）
- ビンゾー&ジロゾー（デザイン:MAYA MAXX）
- ポン&キッキ
- ユゥ+ミィ
- オレンジ
- 科学忍者隊ガッチャピン

## 自社制作番組
全番組、既に放送を終了している。
フジテレビ
- ポンキッキーズ（2000年 - 2001年、2005年 - 2006年）
- ポンキッキーズ21（2001年 - 2005年）
- ガチャガチャポン!（2005年 - 2006年）
- ポンキッキ（2006年 - 2007年）

BSフジ
- Myポンキッキーズ（2000年 - 2002年）
- 東京キッズクラブ（2002年 - 2006年）
  - 東京キッズクラブ2（2006年 - 2007年）
- きかんしゃトーマス（2004年 - 2006年）
  - トーマスくらぶ（2006年 - 2007年）
- Myポンキッキ（2006年 - 2007年）
  - Myてれび（2007年 - 2008年）
- ガチャピンClub（2007年）
- おかあさんとあそぼっ!（2007年 - 2008年）
  - Myおかあさんとあそぼっ!（2007年 - 2008年）
- 很好!しゃべっチャイナ!!（2007年 - 2008年）
- おじいちゃんといっしょ（2008年）
- 科学忍者隊ガッチャピン（2008年）
- モノコト駄菓子屋（2008年）
- 笑学六年生～SIX GRADE ONLY～（2008年）
- Beポンキッキ（2008年 - 2011年、アメリカ・カナダでも2014年にOznozにて配信放送）
  - beポンキッキーズ（2011年 - 2017年、カンボジアでも2017年より放送）
  - ポンキッキーズ（2017年 - 2018年）
- We Can☆（2009年 - 2011年）
  - We Can☆47（2011年 - 2013年）
- GP LEAGUE プログラミングコロシアム（千葉テレビ放送との共同制作）

フジテレビ721
- チルドレンタイム（2000年 - 2008年）
- Myポンキッキ（2008年 - 2009年）

海外放送
- フルフルポン（2013年　中国、浙江省杭州電視台にて放送）
- 嗶波奇奇！（2013年　台湾、GOLDEN TVにて放送）
- WAKUWAKU beポンキッキーズ（2017年　インドネシア、ミャンマー、シンガポール、タイ、台湾、スリランカ、ベトナムにて放送）
- あじゃぱん - 日本語教育番組、出演はピコ太郎、ケロポンズ他（インドネシア、ミャンマー、シンガポール、台湾、スリランカ、モンゴル、タイにて放送）

## 放送権保有実績のある海外番組
- きかんしゃトーマス
第6 - 8シリーズの日本語吹き替え版製作を手掛け、DVDの制作や関連イベントの主催も行った。2008年以降はソニー・クリエイティブプロダクツに日本語版制作権が移管されたが、フジテレビKIDSが手掛けたシリーズについては当時の音源や映像を流用してCS放送などが行われ、Netflixの配信ではフジテレビKIDSのクレジットが表示される。
- ポンポン ポロロ
第1シリーズの日本語吹き替え版を製作しDVDも手掛けた。
- プッカとガル